# ميزانا راباتون (بافيا)
ميزانا راباتون (بالإيطالية: Mezzana Rabattone)‏ هي بلدة تقع في مقاطعة بافيا بإقليم لومبارديا في شمال إيطاليا. تبلغ مساحة هذه المدينة 7 (كم²)، وترتفع عن سطح البحر 68 م، بلغ عدد سكانها 507 نسمة في عام 2007 حسب إحصاء المعهد الوطني للإحصاء.

## السكان
في سنة 1861 بلغ عدد السكان 582 نسمة، وتطور العدد ليصل في سنة 2011 لـ 502 نسمة.
يظهر هذا المخطط البياني تطور النمو السكاني لـ ميزانا راباتون (بافيا)

## وصلات خارجية
- الموقع الرسمي